# Prospekthaftungsversicherung
Die Prospekthaftungsversicherung schützt die Initiatorenfirma von Kapitalanlagen vor einer Inanspruchnahme in Form von Prospekthaftung. Die Prospekthaftung betrifft vornehmlich falsche oder irrtümliche Angaben in einem Kapitalanlageprospekt, die einen Kapitalanleger zur Investition verleiten, die Kapitalanlage aber – aufgrund von Fehlinformationen – zu einem für den Anleger nicht vertretbaren Verlustrisiko oder gar teilweisen bzw. gänzlichen Kapitalverlust führen. 
Bei der Prospekthaftungsversicherung handelt es sich somit um eine spezielle Form der Vermögensschadenhaftpflichtversicherung. Mitversichert werden meist die in der Firma arbeitenden Personen. Die Deckungen werden nach dem Claims-Made-Prinzip angeboten. Eine Erweiterung auf Richterrecht ist sinnvoll, wie auch mehrjährige Deckungen, welche drei Verjährungsfristen abdecken. 
Häufig wird die Prospekthaftungsversicherung in Zusammenhang mit einer D&O-Versicherung angeboten.